# Аллан Макдональд
Аллан Х. Макдональд (1 грудня 1951 , Антіґоніш, Нова Шотландія ) — фізик-теоретик конденсованої речовини та професор фізики Техаського університету в Остіні Фонду Сіда В. Річардсона.
Народився в Антігоніші, Нова Шотландія, Канада, навчався у місцевій школі, здобув ступінь бакалавр в Університеті Святого Франциска Ксав'єра в 1973 році.
Ступінь доктора філософії з фізики здобув в Університеті Торонто в 1978 році, працюючи над релятивістським узагальненням теорії функціоналу густини та застосуванням теорії функціоналу густини до магнетизму в металах.
До вступу в Техаський університет він працював в Оттавській лабораторії Національної дослідницької ради Канади (1978—1987) та в Університеті Індіани (1987—2000).
Обіймав виїзні посади у Швейцарському федеральному технологічному інституті у Цюриху та Інституті дослідження твердого тіла імені Макса Планка у Штутгарті.
Дослідження Макдональда були зосереджені на нових або нез'ясованих явищах, пов'язаних з квантовою фізикою взаємодіючих електронів у матеріалах.
Він зробив внесок у теорії цілих і дробових квантових ефектів Голла, спінтроніки у металах і напівпровідниках, топологічних блохівських смуг і явищ кривизни Беррі в імпульсному просторі, корельованих електронно-діркових рідин і екситонних і поляритонних конденсатів, а також двовимірних матеріалів.
В 2011 році Макдональд і Рафі Бістрицер, колишній дослідник у лабораторії Макдональда, передбачили, що можна буде реалізувати сильну кореляційну фізику у графенових двошарах, скручених до магічного відносного кута орієнтації,

що передбачало твістронічну орієнтацію.

Пабло Харільо-Ерреро, експериментатор з Массачусетського технологічного інституту, виявив, що магічний кут призвів до незвичайних електричних властивостей, які передбачили вчені з UT Austin.
При обертанні на 1,1 градуса при досить низьких температурах електрони переміщаються з одного шару в інший, створюючи решітку і явище надпровідності.
Магічний кут дозволяє електричному струму проходити безперешкодно, мабуть, без втрат енергії.
Це може призвести до ефективнішої передачі електроенергії або створення нових матеріалів для квантових застосувань.

Його нещодавня робота зосереджена на передбаченні нової фізики в муарових надґратках, а також на досягненні повного розуміння двошарових систем графену з магічним кутом і дихалькогенідного муара з перехідних металів.

## Нагороди та визнання
- 1987: медаль Герцберга Канадської асоціації фізиків;
- 2005: член Американської академії мистецтв і наук;
- 2007: Премія Олівера Баклі Американського фізичного товариства;
- 2012: член Національної академії наук;
- 2012: почесна медаль Енрста Маха Чеської академії наук;
- 2020: премія Вольфа з фізики[8]
- член Американського фізичного товариства